# Potres u Mjanmaru 2025.
Potres u Mjanmaru 2025. dogodio se 28. ožujka u 12:50:54 po standardnom vremenu u Mjanmaru (06:20:54 UTC). Potres magnitude 7,7 pogodio je regiju Sagaing u Mianmaru, s epicentrom u blizini Mandalaya, drugog najvećeg grada u zemlji. Potres je bio uzrokovan rasjedom i dosegao je maksimalni intenzitet od IX modificirane Mercallijeve ljestvice. Bio je to najjači potres koji je pogodio Mjanmar od 1912. godine.
Potres je izazvao značajnu štetu u Mjanmaru i susjednom Tajlandu. Prema preliminarnim izvješćima, najmanje 1644 ljudi umrlo je u Mjanmaru, dok je 10 smrtnih slučajeva potvrđeno u Tajlandu, čime je ukupan broj umrlih porastao na 1654. Najmanje 3408 ljudi je ozlijeđeno, dok se stotine vode kao nestale. Jedna od najviše pogođenih građevina bilo je gradilište u Bangkoku, koje se urušilo. Zbog geološkog sastava tla, Bangkok je osjetljiv na seizmičke valove koji dolaze iz udaljenih područja. Nedostatak svijesti o seizmičkim rizicima dodatno je povećao ranjivost grada na učinke potresa.
Od 28. ožujka 2025. vlasti su proglasile izvanredno stanje, a očekuje se da će broj žrtava rasti jer spasilačke ekipe nastavljaju potragu za nestalima. Napore za pružanje pomoći otežao je trenutni građanski rat u Mjanmaru, koji traje od 2021., dodatno komplicirajući organizaciju i provedbu humanitarne pomoći.